# Vale woestijnvink
De vale woestijnvink (Rhodospiza obsoleta; synoniem: Rhodopechys obsoletus) is een zangvogel uit de familie Fringillidae (vinkachtigen).

## Herkenning
De vogel is 13 tot 15 cm lang. Het is een zandkleurige vogel die in te herkennen is aan de opvallende tekening op de staart en de vleugel. De staart is wit, met een zwarte verticale band door het midden. De vleugels hebben een roze tot witte band, omzoomd door zwart, omdat de hand- en armpennen donkere uiteinden hebben. Het mannetje heeft in broedkleed een zwarte "teugel", een streep zwart tussen het oog en de snavel.

## Verspreiding en leefgebied
Deze soort komt voor in de bergen van zuidoostelijk Turkije, het noorden van het Arabisch schiereiland (onder andere Israël en Jordanië) tot diep in Azië (Noord-Pakistan tot in Noord-China). Het leefgebied bestaat uit droog, vlak terrein met wat begroeiing, vaak in de buurt van geïrrigeerd cultuurland of oases.

## Status
De grootte van de wereldpopulatie werd in 2005 geschat op 9.000 tot 18.000 individuen. Men veronderstelt dat de soort in aantal stabiel is. Om deze redenen staat de vale woestijnvink als niet bedreigd op de Rode Lijst van de IUCN.